# Marc Giacone
Marc Giacone (5 de março de 1954) é um músico monegasco. É organista e compositor especializado em música contemporânea.
Em 2007 foi acusado formalmente pelo crime de ofensa ao chefe de Estado, o príncipe Alberto II. Giacone havia criado um site na internet com críticas e caricaturas de autoridades do país, imitando o estilo do jornal francês Charlie Hebdo. Giacone passou por sete horas e meia de interrogatório e, por fim, foi considerado culpado, com a pena de seis meses de prisão e multa de dois mil euros.